# Неджи Хюга (Наруто)
Неджи Хиюга (на японски: 日向　ネジ) е измислен герой от японското аниме и манга серии Наруто, създадени от Масаши Кишимото.
Неджи е от Селото скрито в Листата (Коноха). Той е дете феномен на клана Хиюга, но тъй като е от клонa на клана, не му е позволено да научи най-тайните техники на клана. В началото на сериите, Неджи мрази главния клан и членовете му заради това и нарочно атакува братовчедката си – Хината Хиюга, когато му е даден шанс. Също Неджи е накаран да вярва, че съдбата на човек е неизбежна и че слаб човек никога няма да може да стане по-силен. След като е победен в битка от Наруто Узумаки – човек, който неведнъж е излъгал „съдбата си“ като е станал по-силен, Неджи се е променил по сърце. Той изоставя идеята за предрешена съдба и решава да стане толкова силен, че никога да не загуби битка. За да го постигне, той започва да набляга на работата с групата си – нещо, което преди е пренебрегвал. Неджи още се опитва да се сближи с хората от главния клан, а по-специално – да бъде по-мил с Хината. Изглежда, че опитите му са успешни, тъй като във II част започва да носи традиционни роби на клана Хиюга.
Като член на клана Хиюга, Неджи притежава Бякогана, който му позволява почти 360-градусово поле на видимост. Макар че и обхватът на неговия Бякуган е стандартният от 50 метра в I част, той го увеличава до 800 метра във II част. Той също му позволява да използва бойния стил Нежен юмрук, за да атакува директно противниковата циркулационна система на чакрата. Дори и да не му е позволено да научи много от тайните техники на този стил, Неджи успява да пресъздаде много от най-силните атаки само чрез наблюдение – постижение, което учудва много от членовете на главния клан. Към допълнение на това, че усъвършенства тези техники към по-мощни копия, той успява да използва основите на този стил, за да създаде напълно нови възможности. Във II част това довежда до създаването на техники като Осем Триаграми, Празна Длан (八卦空掌), с която можа да изхвърля чакра от своята длан, за да атакува противника си извън психическия му достъп.
Неджи обикновено се класира на 6-о или 7-о място в „Топ десет“ класацията на Шонен Джъмп.